# 카고룩스
카고룩스(영어: Cargolux)는 룩셈부르크 샌드윌러에 본사를 둔 화물 항공사로 북아메리카, 아시아, 유럽, 중동으로 정기 카고편을 운항하며 룩셈부르크 핀델 공항을 허브 공항으로 사용하며 그 밖의 허브 공항은 이탈리아 밀라노에 위치한 밀라노 말펜사 공항이 있으며 현재 최대 주주는 룩셈부르크의 항공사인 룩스에어가 지분을 보유하고 있다. 유럽의 화물 항공사 중 제일 규모가 크며 화물 운송을 주력으로 하고 있다.

## 역사
1970년 3월 4일에 설립했고 초창기에 캐나디안 항공에서 임대한 CL-44 항공기 한 대로 룩셈부르크와 홍콩을 오가며 화물 운송을 시작했다. 이후 2년여 동안 빠른 속도로 성장해 1973년에 5대의 CL-44, 더글러스 DC-8 항공기를 보유한 항공사가 됐다. 1978년 보잉 747이 도입됐고 미국과 아시아 여러 지역으로 노선을 확장했다. 1982년에 중화항공과 전략적 제휴를 맺었고 2000년부터 대한민국 화물 노선이 신설되었다. 2009년에 콴타스 항공, 영국항공 등과 함께 가격 담합 혐의로 오스트레일리아 정부에 거액의 과징금을 물기도 했다. 2011년 카타르의 항공사인 카타르 항공이 지분을 35% 인수해 전략적인 투자를 하겠다고 공식 발표했다.

## 운항 노선
- 2016년 11월 기준으로 카고룩스는 다음과 같은 노선을 운항하고 있다.

## 보유 기종
- 2020년 8월 기준으로 카고룩스 다음과 같은 기종을 보유하고 있으며[2]평균 기령은 10.1년이다.[3]

## 사진

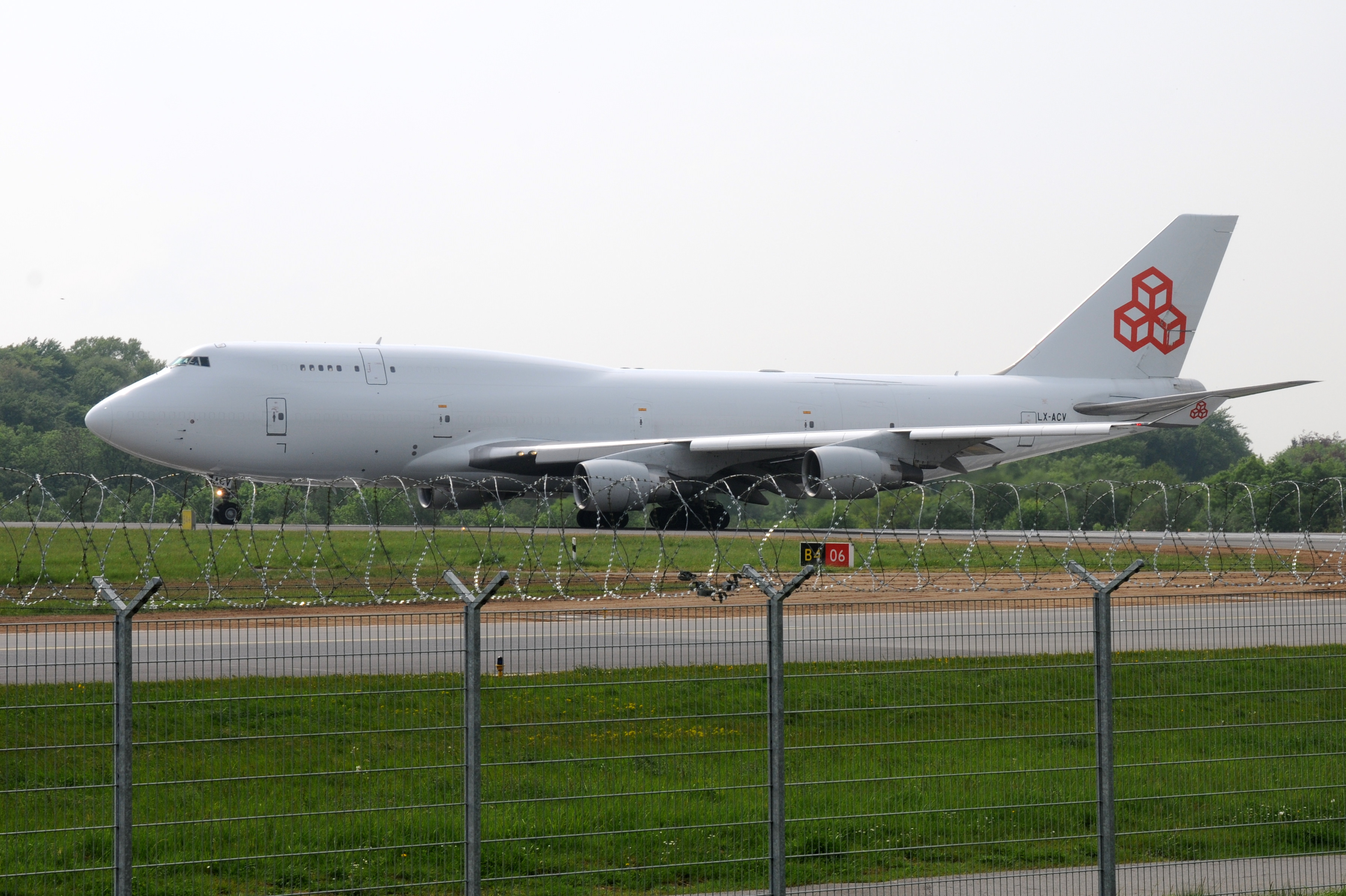
카고룩스의 보잉 747-400BCF
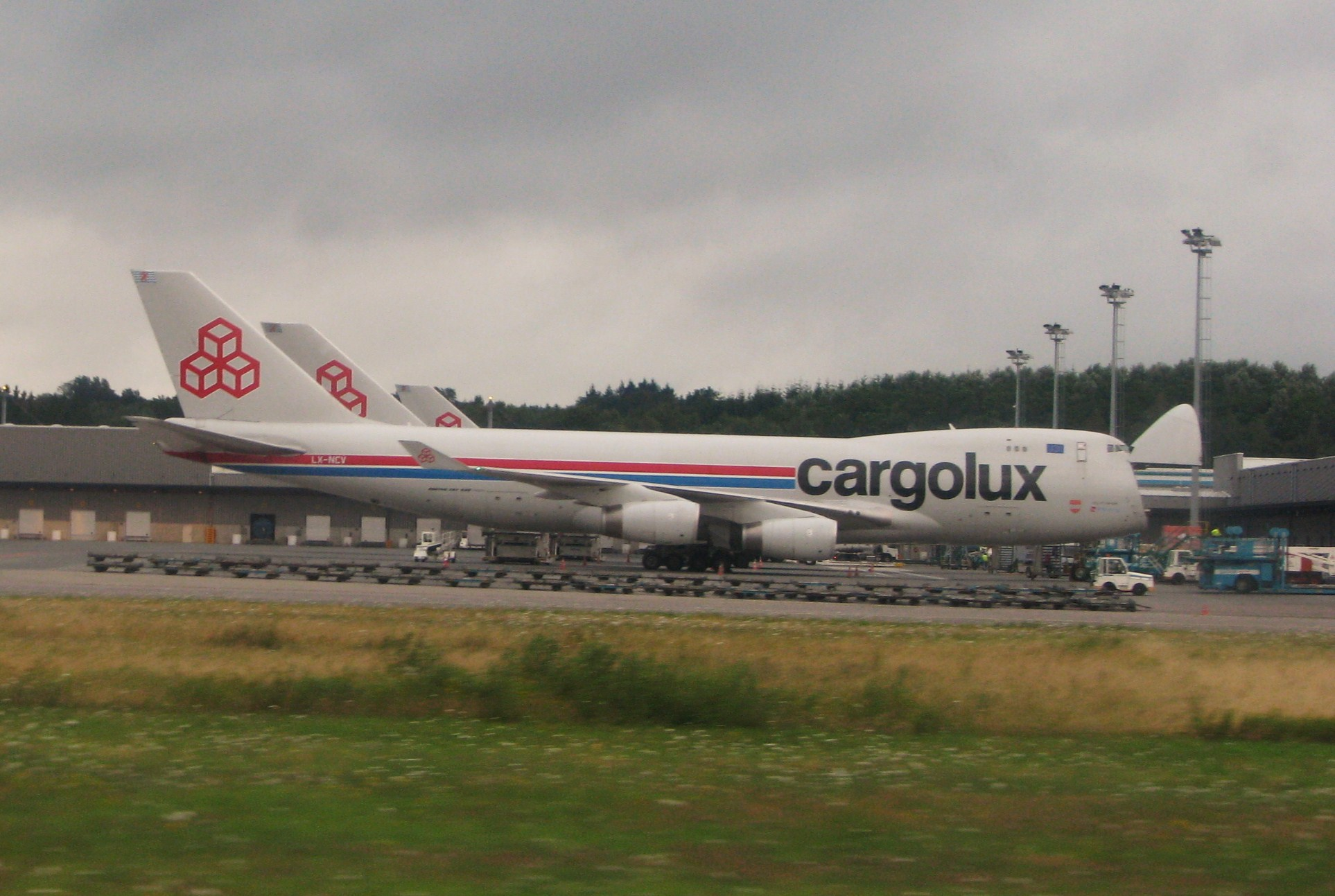
카고룩스의 보잉 747-400F
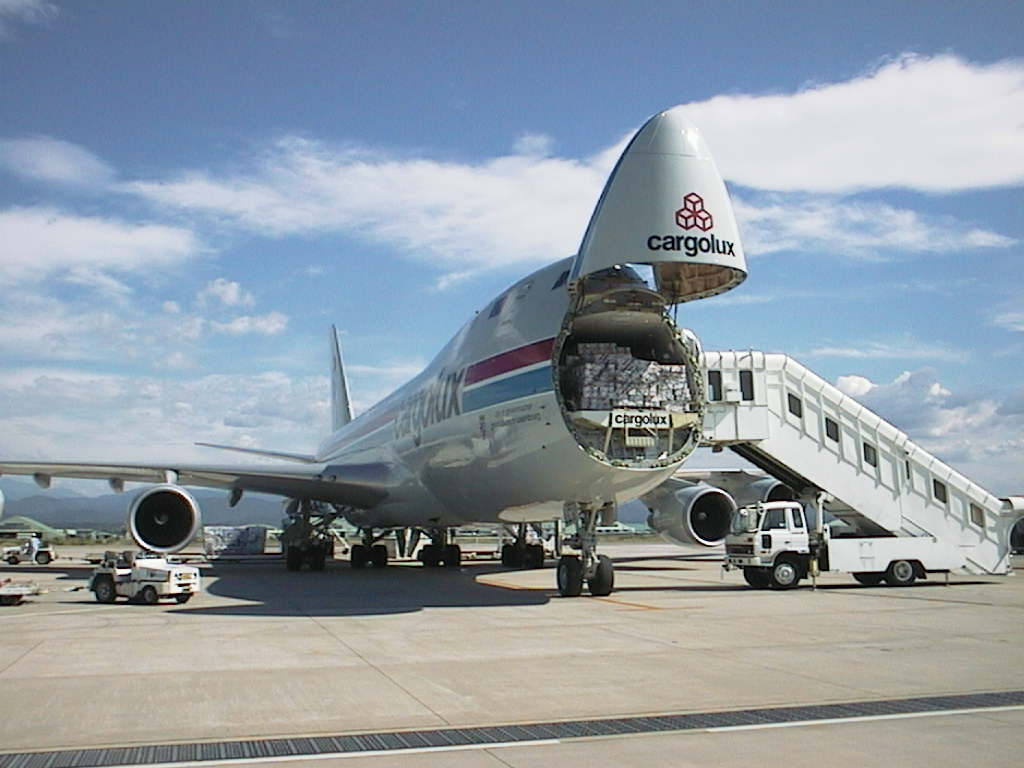
카고룩스의 보잉 747-400F
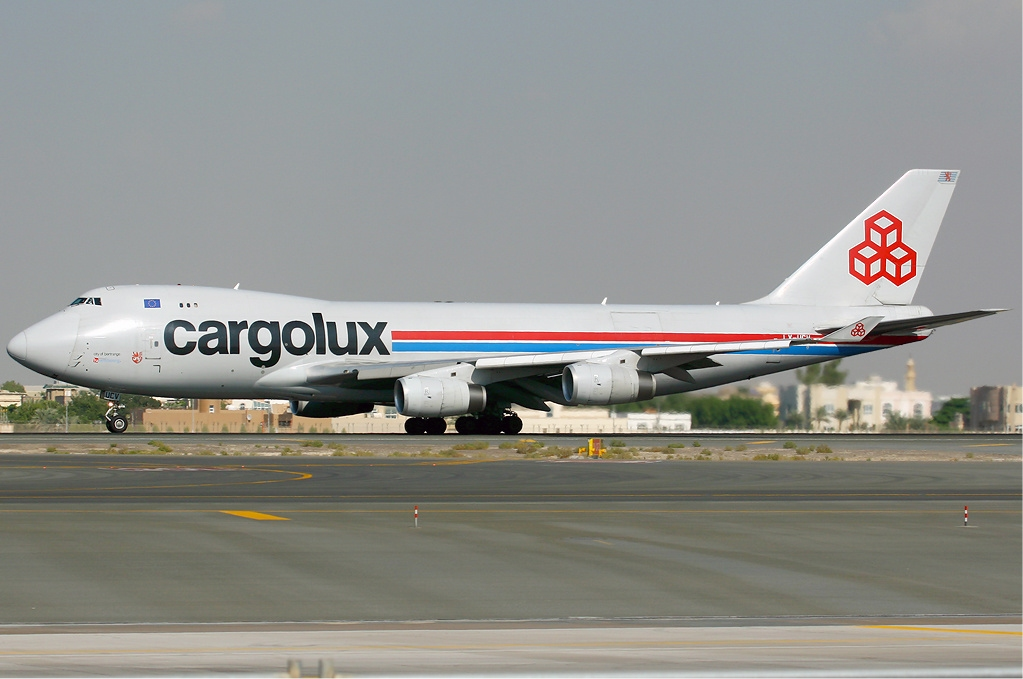
카고룩스의 보잉 747-400F
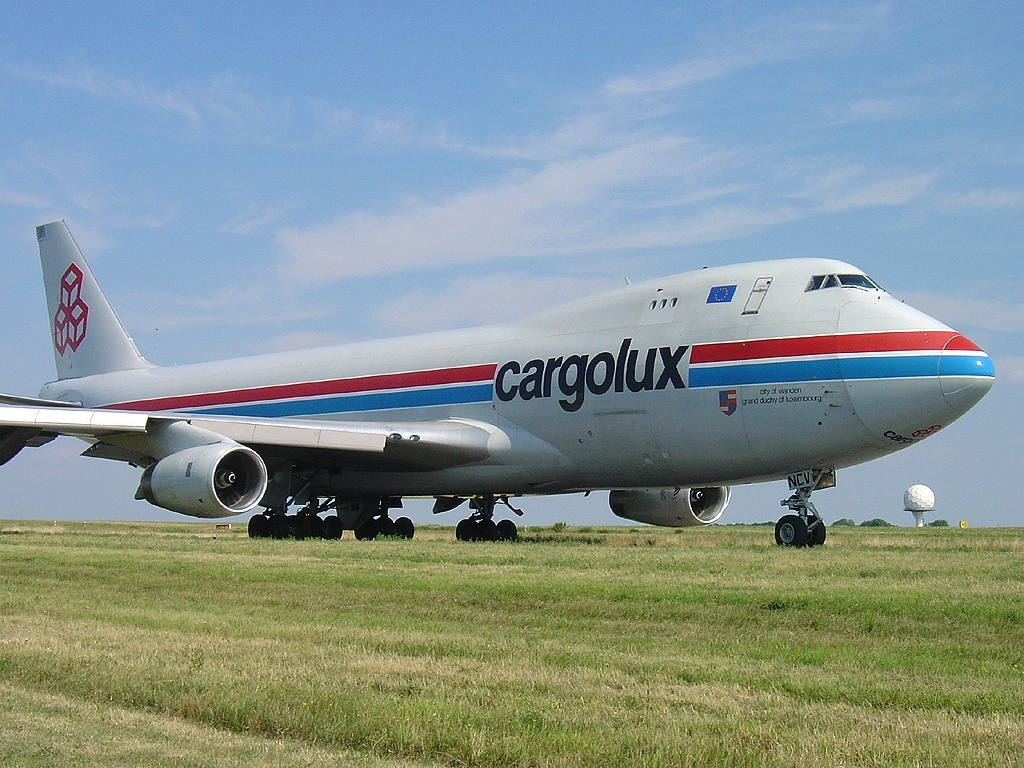
카고룩스의 보잉 747-400F
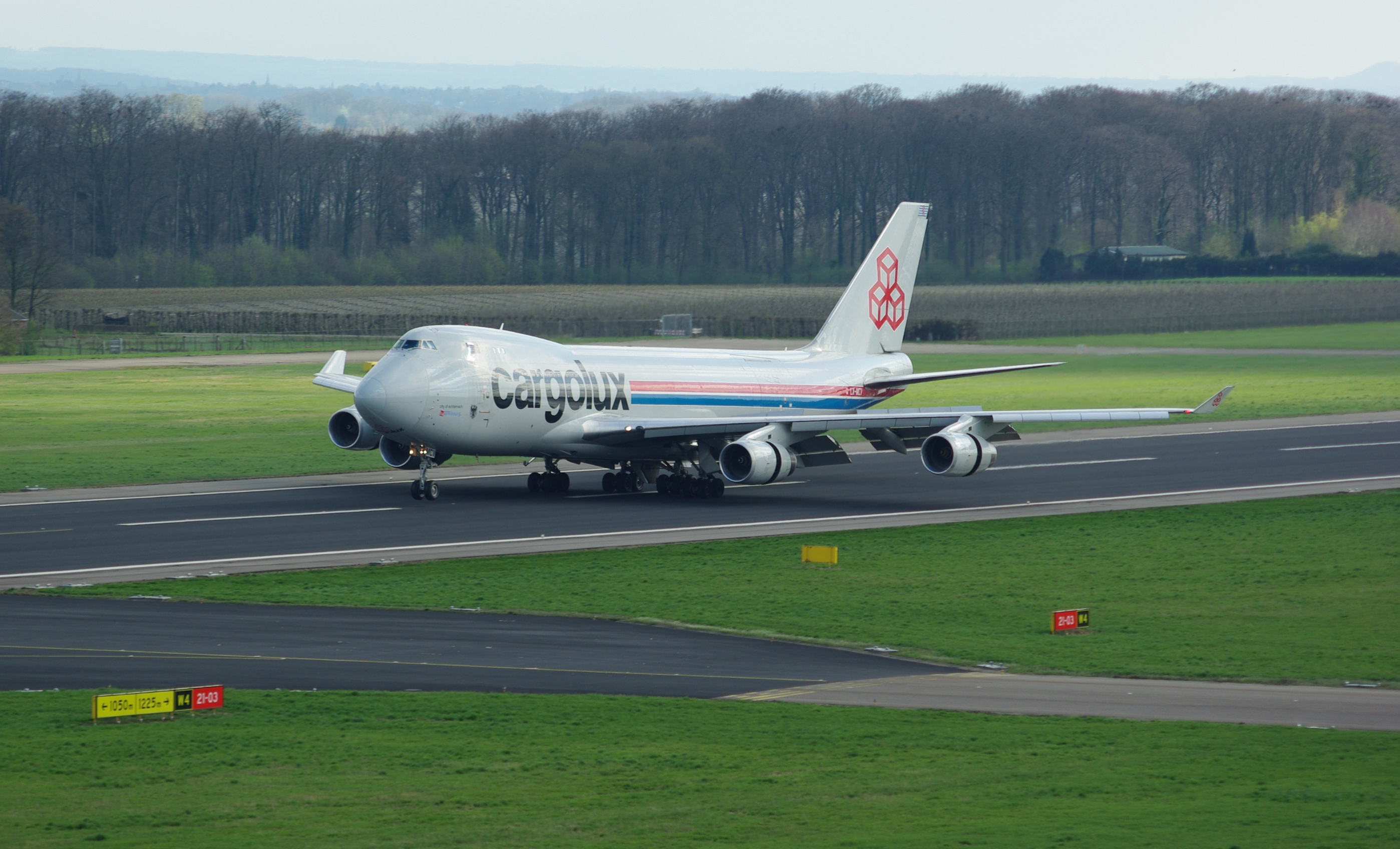
카고룩스의 보잉 747-400F
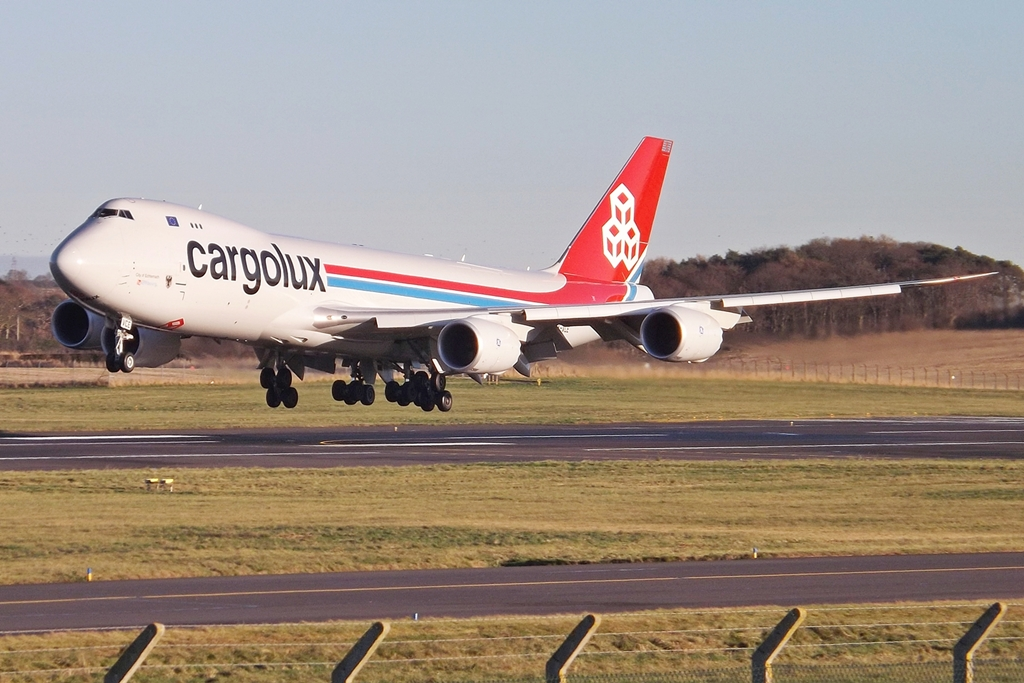
카고룩스의 보잉 747-8F